# Saint-Vincent-de-Barbeyrargues
Pour les articles homonymes, voir Saint-Vincent.
Saint-Vincent-de-Barbeyrargues est une commune française située dans le nord-est du département de l'Hérault en région Occitanie.
Exposée à un climat méditerranéen, elle est drainée par le ruisseau de Cassagnoles et par un autre cours d'eau. La commune possède un patrimoine naturel remarquable composé d'une zone naturelle d'intérêt écologique, faunistique et floristique.
Saint-Vincent-de-Barbeyrargues est une commune urbaine qui compte 760 habitants en 2022, après avoir connu une forte hausse de la population depuis 1962. Elle est dans l'agglomération de Montpellier et fait partie de l'aire d'attraction de Montpellier. Ses habitants sont appelés les Vincenots ou  Vincenottes.

## Géographie
Saint-Vincent-de-Barbeyrargues est une commune de l'aire urbaine de Montpellier située dans son unité urbaine au nord de Montpellier.

### Communes limitrophes
Saint-Vincent-de-Barbeyrargues est limitrophe de deux autres communes.
Les communes limitrophes sont  Assas et Prades-le-Lez.
|               |                                |       |
| Prades-le-Lez | Saint-Vincent-de-Barbeyrargues | Assas |
|               |                                |       |

### Hydrographie
La commune est traversée par le ruisseau de Rieucoullon (ou Rieu Coullon), un affluent du Lirou.

### Géologie et relief
La moitié nord du territoire communal est composée de garrigues et de bois.
La superficie de la commune est de 224 hectares ; son altitude varie de 65  à   161 mètres.

### Voies de communication et transports
Il est possible d'accéder à Saint-Vincent-de-Barbeyrargues avec LiO.

### Climat
Pour des articles plus généraux, voir Climat de l'Occitanie et Climat de l'Hérault.
En 2010, le climat de la commune est de type climat méditerranéen franc, selon une étude s'appuyant sur une série de données couvrant la période 1971-2000. En 2020, Météo-France publie une typologie des climats de la France métropolitaine dans laquelle la commune est exposée à un climat méditerranéen et est dans la région climatique  Provence, Languedoc-Roussillon, caractérisée par une pluviométrie faible en été, un très bon ensoleillement (2 600 h/an), un été chaud (21,5 °C), un air très sec en été, sec en toutes saisons, des vents forts (fréquence de 40 à 50 % de vents > 5 m/s) et peu de brouillards.
Pour la période 1971-2000, la température annuelle moyenne est de 14 °C, avec une amplitude thermique annuelle de 16,6 °C. Le cumul annuel moyen de précipitations est de 820 mm, avec 6,4 jours de précipitations en janvier et 3 jours en juillet. Pour la période 1991-2020, la température moyenne annuelle observée sur la station météorologique la plus proche, située sur la commune de Prades-le-Lez à 1 km à vol d'oiseau, est de 14,6 °C et le cumul annuel moyen de précipitations est de 869,7 mm,. Pour l'avenir, les paramètres climatiques de la commune estimés pour 2050 selon différents scénarios d'émission de gaz à effet de serre sont consultables sur un site dédié publié par Météo-France en novembre 2022.

### Milieux naturels et biodiversité

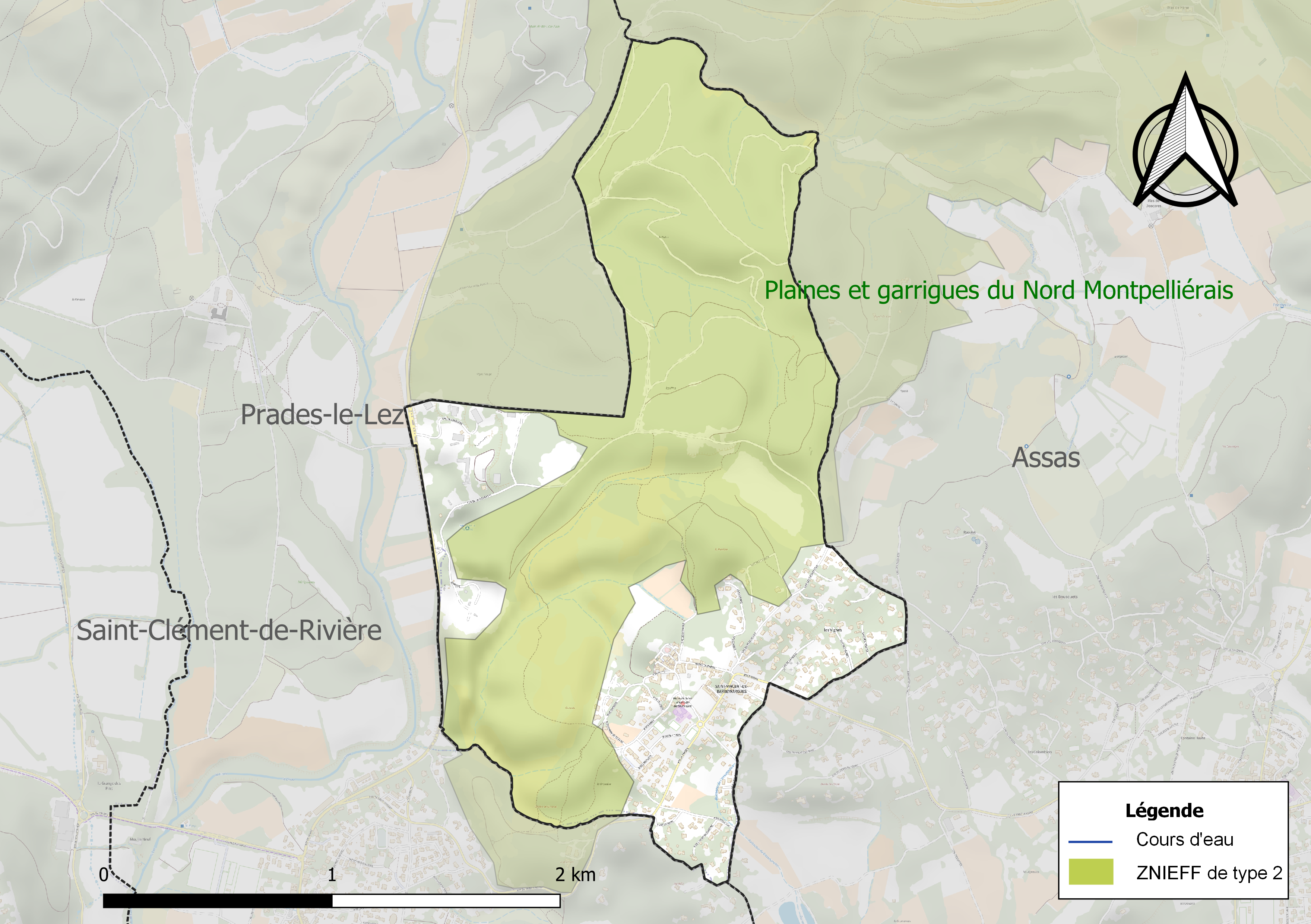
Carte de la ZNIEFF de type 2 localisée sur la commune.

L’inventaire des zones naturelles d'intérêt écologique, faunistique et floristique (ZNIEFF) a pour objectif de réaliser une couverture des zones les plus intéressantes sur le plan écologique, essentiellement dans la perspective d’améliorer la connaissance du patrimoine naturel national et de fournir aux différents décideurs un outil d’aide à la prise en compte de l’environnement dans l’aménagement du territoire.
Une ZNIEFF de type 2 est recensée sur la commune :
les « plaines et garrigues du Nord Montpelliérais » (13 097 ha), couvrant 25 communes dont six dans le Gard et 19 dans l'Hérault.

## Urbanisme

### Typologie
Au 1er janvier 2024, Saint-Vincent-de-Barbeyrargues est catégorisée ceinture urbaine, selon la nouvelle grille communale de densité à sept niveaux définie par l'Insee en 2022.
Elle appartient à l'unité urbaine de Montpellier, une agglomération intra-départementale regroupant 22  communes, dont elle est une commune de la banlieue,,. Par ailleurs la commune fait partie de l'aire d'attraction de Montpellier, dont elle est une commune de la couronne,. Cette aire, qui regroupe 161 communes, est catégorisée dans les aires de 700 000 habitants ou plus (hors Paris),.

### Occupation des sols
L'occupation des sols de la commune, telle qu'elle ressort de la base de données européenne d’occupation biophysique des sols Corine Land Cover (CLC), est marquée par l'importance des forêts et milieux semi-naturels (60 % en 2018), en augmentation par rapport à 1990 (42,7 %). La répartition détaillée en 2018 est la suivante : 
forêts (34,1 %), milieux à végétation arbustive et/ou herbacée (25,9 %), zones urbanisées (23,6 %), mines, décharges et chantiers (10,8 %), zones agricoles hétérogènes (4,9 %), cultures permanentes (0,8 %), terres arables (0,1 %). L'évolution de l’occupation des sols de la commune et de ses infrastructures peut être observée sur les différentes représentations cartographiques du territoire : la carte de Cassini (XVIIIe siècle), la carte d'état-major (1820-1866) et les cartes ou photos aériennes de l'IGN pour la période actuelle (1950 à aujourd'hui).

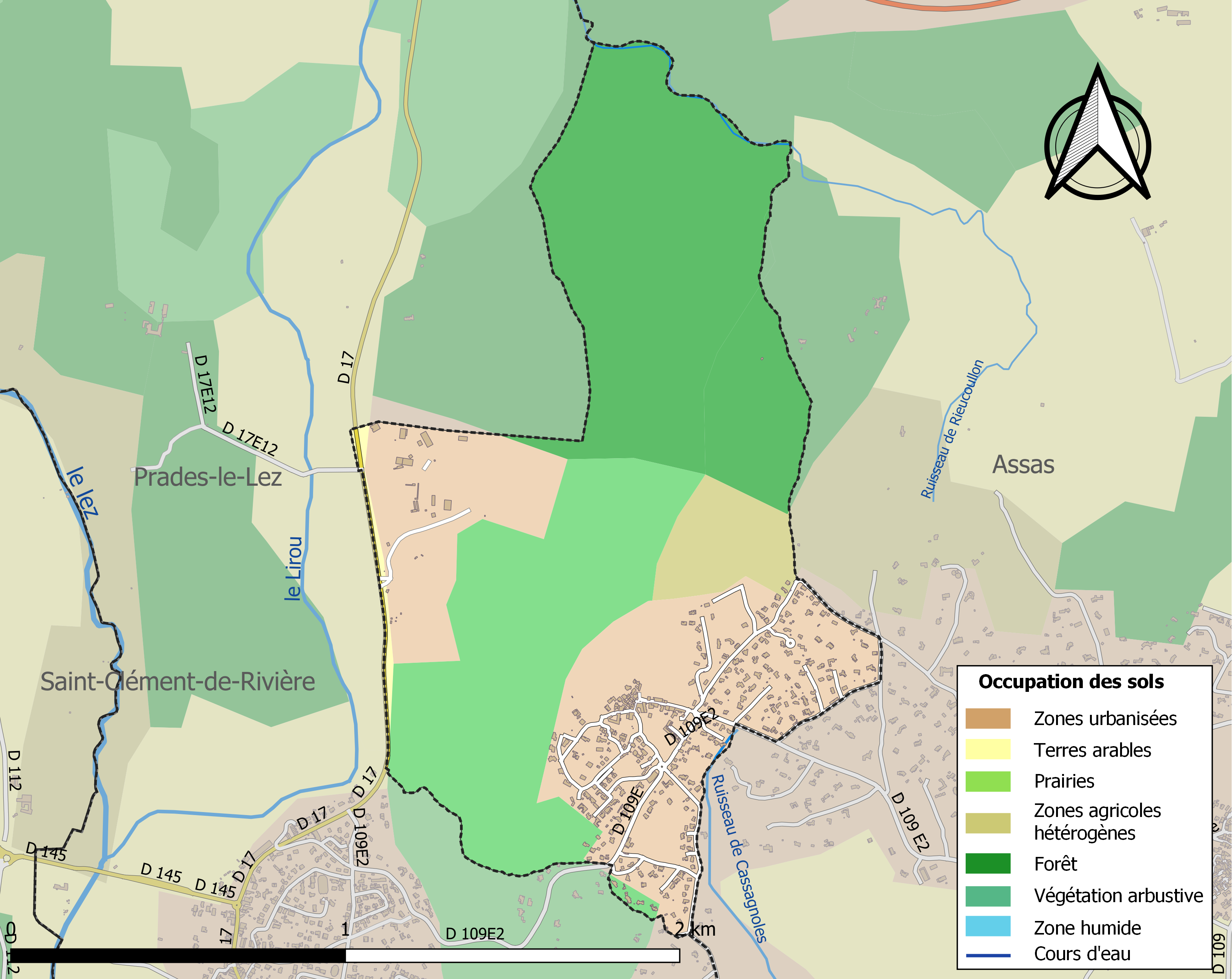
Carte des infrastructures et de l'occupation des sols de la commune en 2018 (CLC).

### Morphologie urbaine
La commune est largement boisée et d'un relief pentu, son habitat de villas très espacées est continu avec celui des communes voisines de Prades-le-Lez et d'Assas. La seule partie d'habitat groupé correspond à l'ancien village médiéval, dont reste notamment l'église.

### Risques naturels et technologiques
Prévention des incendies de forêt.

## Toponymie
Le suffixe latin -anicus, employé à l'ablatif, a évolué vers -argues. Le nom d'un domaine gallo-romain appartenant à un certain Barbarius (Barbarianicis) a donc survécu sous le nom de Barbeyrargues.
Puis, vers le VIe siècle, les noms de saints se sont peu à peu imposés, le plus souvent liés à la construction d'un lieu de culte dans les agglomérations héritées ou non de l'occupation romaine. Pour saint Vincent, le nom initial a été conservé comme déterminant, permettant ainsi de discriminer ce Saint-Vincent des autres Saint-Vincent locaux,.

## Histoire

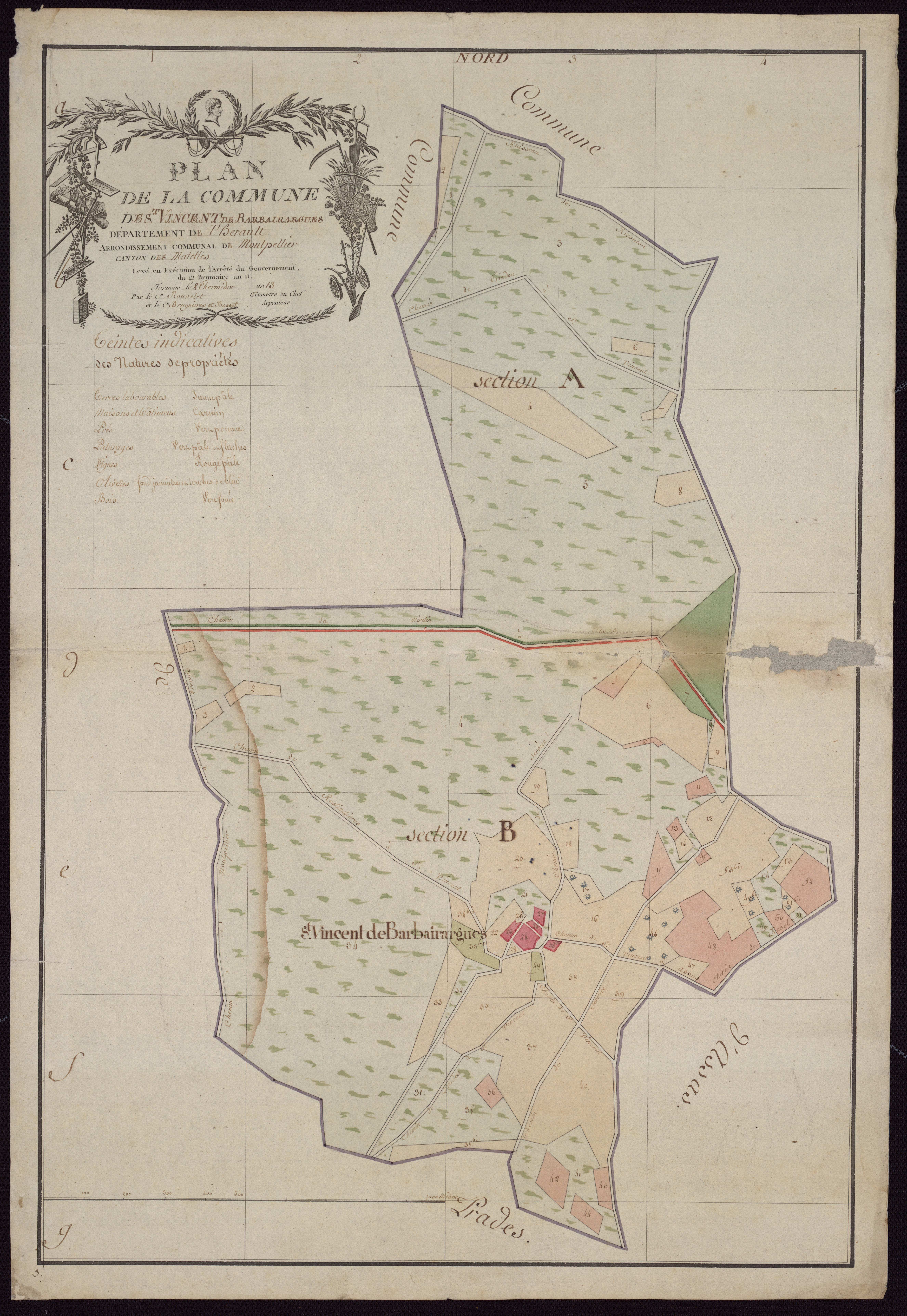
Plan par masse de culture (an XIII).

Dans la nuit du 23 au 24 mai 2021, le village est mis sens dessus dessous par deux individus ayant considérablement dégradé le mobilier urbain (poubelles, panneaux de signalisation etc.) de la commune.

## Politique et administration

### Administration municipale
Le nombre d'habitants au recensement de 2011 étant compris entre 500 et 1 499 habitants, le nombre de membres du conseil municipal depuis l'élection de 2014 est de quinze,.

### Rattachements administratifs et électoraux
Saint-Vincent-de-Barbeyrargues fait partie de l'arrondissement de Lodève de la communauté de communes du Grand Pic Saint-Loup et du canton de Saint-Gély-du-Fesc. Avant le redécoupage départemental de 2014, la commune faisait partie de l'ex-canton des Matelles.

### Liste des maires
| Période | Période  | Identité          | Étiquette | Qualité     |
| ------- | -------- | ----------------- | --------- | ----------- |
| 1947    | 1983     | Marius Sauvan     |           |             |
| 1983    | 2001     | Michel Bonnaud    |           |             |
| 2001    | 2020     | Véronique Tempier | SE        | Professeure |
| 2020    | En cours | Frédéric Caussil  |           |             |

## Population et société

### Démographie
L'évolution du nombre d'habitants est connue à travers les recensements de la population effectués dans la commune depuis 1793. Pour les communes de moins de 10 000 habitants, une enquête de recensement portant sur toute la population est réalisée tous les cinq ans, les populations de référence des années intermédiaires étant quant à elles estimées par interpolation ou extrapolation. Pour la commune, le premier recensement exhaustif entrant dans le cadre du nouveau dispositif a été réalisé en 2004.

En 2022, la commune comptait 760 habitants, en évolution de +18,94 % par rapport à 2016 (Hérault : +7,49 %, France hors Mayotte : +2,11 %).
| 1793 | 1800 | 1806 | 1821 | 1831 | 1836 | 1841 | 1846 | 1851 |
| ---- | ---- | ---- | ---- | ---- | ---- | ---- | ---- | ---- |
| 64   | 56   | 75   | 90   | 105  | 111  | 101  | 102  | 105  |

| 1856 | 1861 | 1866 | 1872 | 1876 | 1881 | 1886 | 1891 | 1896 |
| ---- | ---- | ---- | ---- | ---- | ---- | ---- | ---- | ---- |
| 120  | 125  | 100  | 120  | 101  | 92   | 75   | 83   | 92   |

| 1901 | 1906 | 1911 | 1921 | 1926 | 1931 | 1936 | 1946 | 1954 |
| ---- | ---- | ---- | ---- | ---- | ---- | ---- | ---- | ---- |
| 107  | 107  | 109  | 110  | 119  | 115  | 108  | 92   | 89   |

| 1962 | 1968 | 1975 | 1982 | 1990 | 1999 | 2004 | 2006 | 2009 |
| ---- | ---- | ---- | ---- | ---- | ---- | ---- | ---- | ---- |
| 125  | 164  | 261  | 368  | 457  | 567  | 633  | 629  | 676  |

| 2014 | 2019 | 2022 | - | - | - | - | - | - |
| ---- | ---- | ---- | - | - | - | - | - | - |
| 655  | 719  | 760  | - | - | - | - | - | - |

| selon la population municipale des années : | 1968 | 1975 | 1982 | 1990 | 1999 | 2006 | 2009 | 2013 |
| Rang de la commune dans le département      | 233  | 234  | 193  | 192  | 189  | 184  | 183  | 186  |
| Nombre de communes du département           | 343  | 340  | 343  | 343  | 343  | 343  | 343  | 343  |

### Enseignement
Saint-Vincent-de-Barbeyrargues fait partie de l'académie de Montpellier.

### Culture et festivités
Salle polyvalente, théâtre, comité des fêtes, fête locale premier week-end de juillet, bibliothèque.

### Activités sportives
Randonnée pédestre, yoga.

## Économie

### Revenus
En 2018, la commune compte 275 ménages fiscaux, regroupant 683 personnes. La médiane du revenu disponible par unité de consommation est de 27 220 € (20 330 € dans le département).

### Emploi
|                | 2008   | 2013   | 2018 |
| -------------- | ------ | ------ | ---- |
| Commune        | 6,5 %  | 7,6 %  | 7 %  |
| Département    | 10,1 % | 11,9 % | 12 % |
| France entière | 8,3 %  | 10 %   | 10 % |

En 2018, la population âgée de 15 à 64 ans s'élève à 440 personnes, parmi lesquelles on compte 75,3 % d'actifs (68,3 % ayant un emploi et 7 % de chômeurs) et 24,7 % d'inactifs,. Depuis 2008, le taux de chômage communal (au sens du recensement) des 15-64 ans est inférieur à celui de la France et du département.
La commune fait partie de la couronne de l'aire d'attraction de Montpellier, du fait qu'au moins 15 % des actifs travaillent dans le pôle,. Elle compte 91 emplois en 2018, contre 72 en 2013 et 88 en 2008. Le nombre d'actifs ayant un emploi résidant dans la commune est de 307, soit un indicateur de concentration d'emploi de 29,7 % et un taux d'activité parmi les 15 ans ou plus de 58,1 %.
Sur ces 307 actifs de 15 ans ou plus ayant un emploi, 44 travaillent dans la commune, soit 14 % des habitants. Pour se rendre au travail, 84 % des habitants utilisent un véhicule personnel ou de fonction à quatre roues, 2,5 % les transports en commun, 5,7 % s'y rendent en deux-roues, à vélo ou à pied et 7,8 % n'ont pas besoin de transport (travail au domicile).

### Activités hors agriculture

#### Secteurs d'activités
82 établissements sont implantés  à Saint-Vincent-de-Barbeyrargues au 31 décembre 2019. Le tableau ci-dessous en détaille le nombre par secteur d'activité et compare les ratios avec ceux du département,.
| Secteur d'activité                                                                                        | Commune | Commune | Département |
| Secteur d'activité                                                                                        | Nombre  | %       | %           |
| --- | ------- | ------- | ----------- |
| Ensemble                                                                                                  | 82      |         |             |
| Industrie manufacturière, industries extractives et autres                                                | 5       | 6,1 %   | (6,7 %)     |
| Construction                                                                                              | 15      | 18,3 %  | (14,1 %)    |
| Commerce de gros et de détail, transports, hébergement et restauration                                    | 13      | 15,9 %  | (28 %)      |
| Information et communication                                                                              | 2       | 2,4 %   | (3,3 %)     |
| Activités immobilières                                                                                    | 3       | 3,7 %   | (5,3 %)     |
| Activités spécialisées, scientifiques et techniques et activités de services administratifs et de soutien | 24      | 29,3 %  | (17,1 %)    |
| Administration publique, enseignement, santé humaine et action sociale                                    | 9       | 11 %    | (14,2 %)    |
| Autres activités de services                                                                              | 11      | 13,4 %  | (8,1 %)     |

Le secteur des activités spécialisées, scientifiques et techniques et des activités de services administratifs et de soutien est prépondérant sur la commune puisqu'il représente 29,3 % du nombre total d'établissements de la commune (24 sur les 82 entreprises implantées  à Saint-Vincent-de-Barbeyrargues), contre 17,1 % au niveau départemental.

#### Entreprises et commerces
Les cinq entreprises ayant leur siège social sur le territoire communal qui génèrent le plus de chiffre d'affaires en 2020 sont : 
- Pic Beton, fabrication de béton prêt à l'emploi (14 565 k€)
- Bioviva Developpement Durable, conseil pour les affaires et autres conseils de gestion (278 k€)
- Mon Reve En Bois, fabrication de charpentes et d'autres menuiseries (242 k€)
- Innecho, conseil pour les affaires et autres conseils de gestion (192 k€)
- La Cherelle, commerce d'alimentation générale (170 k€)

### Agriculture
|               | 1988 | 2000 | 2010 | 2020 |
| ------------- | ---- | ---- | ---- | ---- |
| Exploitations | 58   | 57   | 10   | 2    |
| SAU (ha)      | 174  | 148  | 60   | 30   |

La commune est dans le « Soubergues », une petite région agricole occupant le nord-est du département de l'Hérault. En 2020, l'orientation technico-économique de l'agriculture  sur la commune est la viticulture. Deux exploitations agricoles ayant leur siège dans la commune sont dénombrées lors du recensement agricole de 2020 (58 en 1988). La superficie agricole utilisée est de 30 ha,,.

## Culture locale et patrimoine

### Lieux et monuments

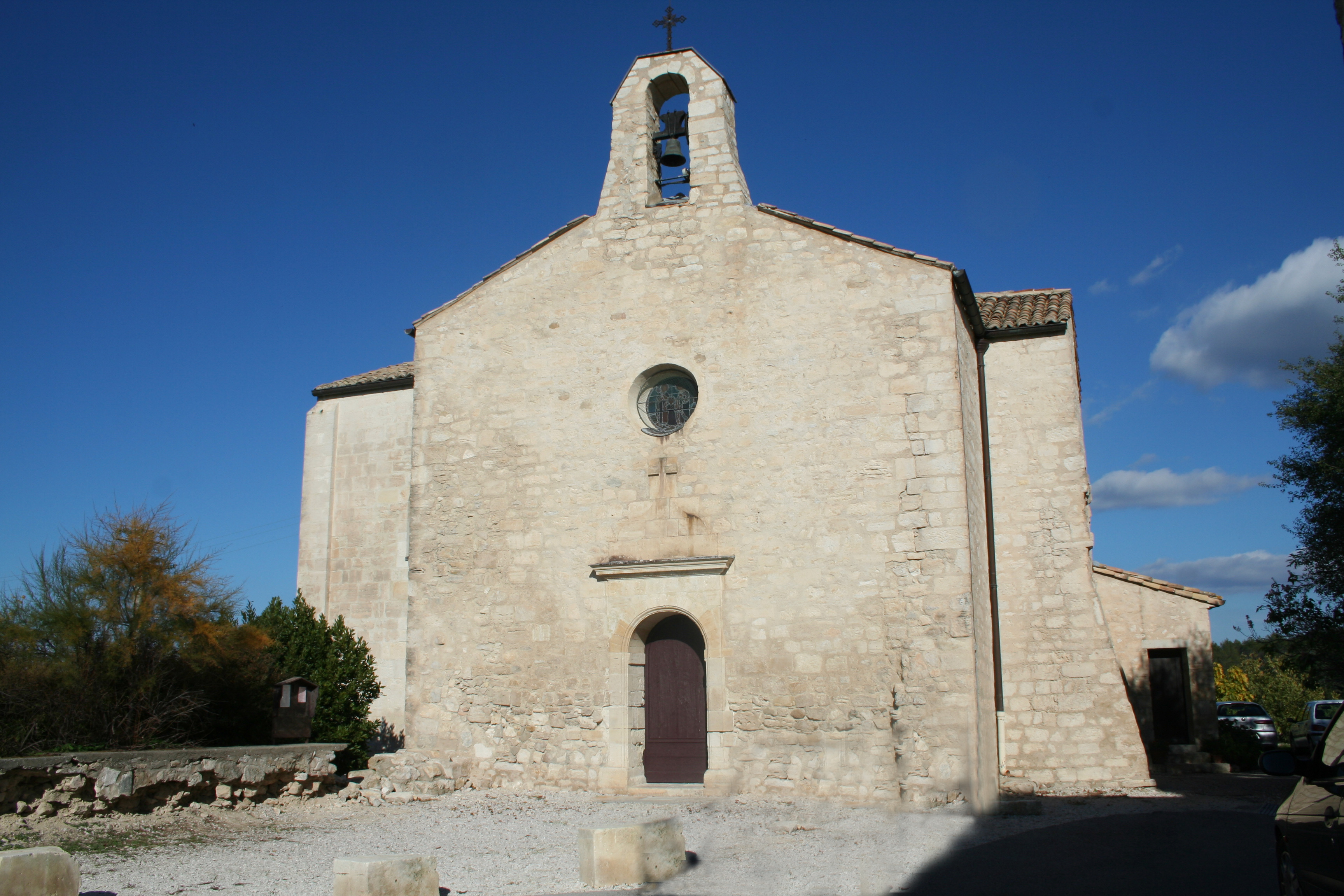
Église Saint-Vincent de Saint-Vincent-de-Barbeyrargues.

- Église de Saint-Vincent-de-Barbeyrargues. L'édifice a été inscrit au titre des monuments historiques en 1986[30].
- Cap barré de Garastre : site archéologique celte (Volques Arécomiques).

### Héraldique
| Blason de Saint-Vincent-de-Barbeyrargues | Blason  | De gueules au pal abaissé aiguisé bordé d'un liseré, au besant liseré brochant en cœur, chargé de deux billettes au trait posées en chevron et accompagné de trois étoiles rangées en chef, le tout d'argent; à la filière du même. |
| Blason de Saint-Vincent-de-Barbeyrargues | Détails | Libre interprétation, ressemblant plutôt à un logo, du blason d'Henri Haguenot, prieur et seigneur de Saint-Vincent, sculpté sur une clé de voûte de l'église et daté de 1687.                                                      |
| Blason de Saint-Vincent-de-Barbeyrargues | Alias   | D'azur à saint Vincent, vêtu en diacre, tenant en sa main une palme, le tout d'or (D'Hozier). |

## Pour approfondir